# Laothus erybathis
Laothus erybathis is een vlinder uit de familie van de Lycaenidae. De wetenschappelijke naam van de soort werd als Thecla erybathis in 1867 gepubliceerd door William Chapman Hewitson.